# Чорний Іван Іванович (Герой України)
Іва́н Іва́нович Чо́рний — старший солдат Збройних сил України, учасник російсько-української війни, що відзначився у ході російського вторгнення в Україну. Герой України (2024).

## Життєпис
Мешкав у с. Велика Рублівка на Полтавщині. У віці 20 років переїхав до Польщі, де протягом трьох років жив у Вроцлаві та працював на заводі майстром.
З початком російського вторгнення в Україну повернувся до України, у м. Полтава, де став до лав 116-ї окремої бригади територіальної оборони. 14 березня 2022 склав присягу на вірність українському народові в Полтаві . Служив стрільцем-регулювальником, брав участь в охороні важливих об'єктів як обласного центру, так і інших населених пунктів Полтавщини. У січні 2023 року виконував бойові завдання у складі зведеної розвідувально-тактичної групи на Донеччині на Бахмутському напрямку в районі с. Парасковіївка. Згодом брав участь у боях за Мар'їнку та біля Авдіївки, де виконував бойові завдання у складі інженерно-саперної роти, працював оператором дрона. Відзначився 20 жовтня 2023 поблизу Авдіївки, коли особисто знищив 9 ворогів у стрілецькому бою, захопив ворожі укріплення та взяв у полон одного, а завдяки умілим діям — ще чотирьох росіян . Його завданням було замінувати територію на якій вже перебував ворог. Не чекаючи штурмову групу Іван знищив ворогів і взяв в полон .
В січні 2024 року Іван Чорний перевівся в 10-ту гірсько-штурмову бригаду "Едельвейс", бо хотів навчатися працювати з дронами. Але одразу після переведення опинився в лікарні з тиском 190/110. Після обстеження лікар направив військового на психологічну реабілітацію в Полтаву . 
В лютому 2025 перевівся до 412-го полку безпілотних систем "NEMESIS", проходив навчання в Києві перед виїздом на бойові завдання . 

## Нагороди
- Звання Герой України з врученням ордена «Золота Зірка» (28 червня 2024) — за особисту мужність і героїзм, виявлені у захисті державного суверенітету та територіальної цілісності України, самовіддане служіння Українському народові[4].